# Агаев, Эльдар Аскер оглы
Эльдар Аскер оглы Агаев (азерб. Eldar Əsgər oğlu Ağayev; 29 сентября 1955 — 17 мая 2013) — военнослужащий Вооружённых сил Азербайджанской Республики. Национальный Герой Азербайджана (1995).

## Биография
Родился Эльдар Агаев 29 сентября 1955 года в городе Тбилиси, Грузинской ССР, в семье военнослужащего Советской армии. В возрасте шести лет, когда отец вышел в запас, вся семья переехала на постоянное место жительство в город Баку. В 1962 году Эльдар поступил в среднюю школу № 20, затем продолжил обучение в школе № 134. В 1972 году поступил в Бакинское высшее общевойсковое командное училище имени Верховного Совета Азербайджанской ССР. В 1976 году окончил учебу и в звании лейтенанта был направлен для прохождения дальнейшей службы в город Гусев Калининградской области. Служил в мотострелковых войсках. С 1978 года служил на Камчатке. С 1981 по 1984 годы проходил службу в городе Облучье Еврейской автономной области. С 1984 по 1986 годы служил начальником разведки 395-го мотострелкового полка 201-й мотострелковой дивизии в составе Ограниченного контингента советских войск в Афганистане, а затем командиром разведывательной роты полка. Принимал участие в боевых действиях.
После окончания службы в Афганистане Агаев был вновь направлен в Калининград. Здесь он служил начальником разведки мотострелкового полка до 1989 года. За это время он прошёл обучение на курсах высших офицеров в городе Солнечногорске, а затем продолжил службу в Западной группе войск в Германии. Был назначен сначала начальником разведки 70-го танкового полка, а затем командиром 9-го отдельного гвардейского разведывательного батальона в Дрездене.
С распадом Советского Союза Эльдар возвращается в Азербайджан, который к тому моменту был втянут в военный межнациональный конфликт. В 1992 году он начал свою службу в Вооружённых силах Азербайджана в качестве командира 775-го рейдового отряда, созданного им. Через некоторое время он создал 776-й разведывательный полк и стал его командиром. Подразделение, которым он командовал, не раз вступало в ожесточенные бои и уничтожило десятки единиц сил противника. Этот полк участвовал и в предотвращении государственного переворота 1995 года. 18 солдат и офицеров были удостоены звания «Национальный Герой Азербайджана». До 1997 года он являлся командиром полка.
С 1997 по 2000 год полковник Агаев был начальником военной кафедры в Азербайджанском техническом университете. С 2000 по 2001 год занимал должность начальника кафедры разведки БАУКМ. Затем работал заместителем начальника Учебного центра Главного управления исполнения судебных решений Министерства юстиции.
Проживал в Баку. Умер 17 мая 2013 года. Похоронен на второй Аллее почётного захоронения в Баку.
Был женат, воспитал сына.

## Награды
Во время службы в Советской армии был награждён орденом Красной Звезды и медалью «За отвагу».
За участие в карабахских боях награждён орденом «Азербайджанское знамя».
Указом Президента Азербайджанской Республики № 307 от 4 апреля 1995 года Эльдару Аскер оглы Агаеву было присвоено звание Национального Героя Азербайджана.